# Music Channel
Music Channel este un canal de televiziune muzicală din România, care difuzează în prezent exclusiv muzică românească. Din noiembrie 2023, canalul s-a orientat complet către promovarea producțiilor autohtone, iar din martie 2024 a început difuzarea de publicitate.
Este disponibil în grilele mai multor operatori de televiziune din România, precum și pentru abonații Digi din Spania și Portugalia.
Canalul a fost lansat pe 28 mai 2008 de compania RCS & RDS (prin compania Integrasoft SRL), într-un parteneriat cu omul de afaceri Giovanni Francesco, prin intermediul societății Music Channel SRL. Ulterior, Digi a devenit unic proprietar.
Digi deține, pe lângă Music Channel, și alte posturi muzicale, precum UTV și H!T Music Channel.
O versiune a canalului a fost lansată și în Ungaria la 8 ianuarie 2010, alături de versiunea locală a canalului Hit Music Channel. Ambele canale, împreună cu alte versiuni locale ale canalelor Digi, au fost închise pe 1 septembrie 2022, după ce Digi și-a vândut subsidiara din Ungaria.

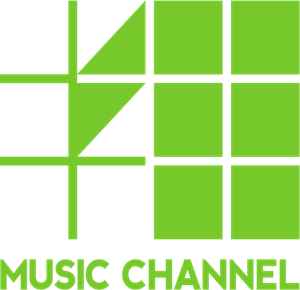
Sigla anterioară Music Channel